# Ludwig Heinrich Jeitteles
Ludwig Heinrich Jeitteles (* 12. Jänner 1830 in Wien; † 25. Jänner 1883 ebenda) war ein österreichischer Pädagoge, Zoologe, Prähistoriker und Seismologe.

## Leben
Jeitteles war der Sohn des Mediziners, Schriftstellers und Politikers Andreas Jeitteles und seiner Frau Betty Jeitteles sowie der ältere Bruder des Germanisten Adalbert Jeitteles. In den Jahren 1839 bis 1847 absolvierte er das Gymnasium. Er studierte zuerst die philosophischen und juridischen Kurse und Jura an der Universität Olmütz und wandte sich dann dem Studium der Naturwissenschaften an der Universität Wien zu. 1855 legte er die Gymnasiallehramtsprüfung an der Universität Wien mit Erfolg ab. Anschließend unterrichtete er als Vertretungslehrer am k&k Gymnasium in Marburg an der Drau (1856) sowie an Mittelschulen in Graz (1857) und in Troppau (1857–1858). Von 1859 bis 1861 war er Professor am Kaschauer Gymnasium. Nach einem zweijährigen privaten Aufenthalt in Wien war er Lehrer in Olmütz (1862–1865), in St. Pölten (1865–1870), an der Lehrerbildungsanstalt Salzburg (1870–1874) und schließlich von 1874 bis 1883 an der Lehrerinnenbildungsanstalt in Wien. Neben seiner Lehrtätigkeit beschäftigte er sich mit der Zoologie, insbesondere mit der Ornithologie, der Ichthyologie sowie mit der Geschichte der Haustiere. 
Nachdem vorgeschichtliche Pfahlbauten in und um Olmütz entdeckt wurden, befasste sich Jeitteles ab Mitte der 1860er Jahre mit den archäologischen Funden, insbesondere mit den fossilen Schädeln eines bronzezeitlichen Hundes, den er seiner Mutter zu Ehren Canis matris optimae nannte. Diese Urrasse wurde eine Zeit lang als hypothetische Stammform des Schäferhundes vermutet, was jedoch heute durch DNA-Analysen widerlegt ist. 1861 stellte er die Karpfenfisch-Gattung Alburnoides auf basierend auf der 1859 von Karl Fjodorowitsch Kessler beschriebenen Typusart Alburnus maculatus.
Ein weiteres Forschungsfeld von Jeitteles war die Seismologie. Als im Jänner 1858 ein Erdbeben in den Karpaten und Sudeten registriert wurde, sandte ihn die Österreichische Akademie der Wissenschaften in Wien zum Studium nach Oberungarn. 
Am 25. Jänner 1883 starb Jeitteles durch Suizid. Er wurde auf dem Wiener Zentralfriedhof beigesetzt.

## Schriften (Auswahl)
- Bericht über das Erdbeben am 15. Jänner 1858 in den Karpathen und Sudeten, 1859
- Das Erdbeben am 15. Jänner 1858 in den Karpathen und Sudeten in seinen Beziehungen zur Atmosphäre, 1860
- Zoologigische Notizen aus Ober-Ungarn, 1860
- Prodromus faunae vertebratorum Hungariae superioris, 1862
- Die Fische der March bei Olmütz, Bände 1 und 2, 1863
- Verschlagener Sturmvogel und Syrrhaptes paradoxus in Mähren, 1864
- Ueber einige seltene und wenig bekannte Säugethiere des südöstlichen Deutschlands, 1867
- Die vorgeschichtlichen Alterthümer der Stadt Olmütz und ihrer Umgebung: Mit einer lithographirten Tafel. (Separatabdruck aus No 1 der Mittheilungen der anthropol. Gesellsch. in Wien). II, 1871
- Der Karmingimpel – dessen Brüten in St. Pölten – in Niederösterreich. Gefiederte Welt 2, 1873, S. 199–200
- Die Stammväter unserer Hunde-Rassen, 1877